# Малишево (Торбеєвський район)
Ма́лишево (рос. Малышево, ерз. Малышу) — село у складі Торбеєвського району Мордовії, Росія. Входить до складу Хілковського сільського поселення.
Населення — 178 осіб (2010; 196 у 2002).
Національний склад станом на 2002 рік:
- мокшани — 93 %